# Mobilização estudantil no Brasil em 2016
A mobilização estudantil no Brasil em 2016 correspondeu a uma série de manifestações e ocupações de escolas secundárias e universidades brasileiras que se intensificaram durante o segundo semestre de 2016. As mobilizações foram realizadas por estudantes secundaristas e universitários em diversos estados do Brasil.
As manifestações visavam barrar projetos e medidas dos governos estaduais de Geraldo Alckmin, Marconi Perillo, José Ivo Sartori, Beto Richa, Luiz Fernando Pezão e do governo do então presidente Michel Temer. Os estudantes protestaram contra os projetos de lei da "PEC do teto de gastos" a PEC 241, projeto "Escola sem Partido", o PL 44 e da medida provisória do Novo Ensino Médio.
Possivelmente inspirados pela onda de mobilizações estudantis em São Paulo em 2015, os estudantes pediam mais investimentos e melhores condições na educação para alunos e professores assim como a melhora na qualidade da merenda escolar e da infraestrutura das escolas.

## Contexto
No dia 14 de outubro de 2015, o governador de Goiás, Marconi Perillo (PSDB), assinou um decreto no qual determinou que a Secretaria de Estado da Educação, Cultura e Esporte (Seduce) fizesse uma seleção, até 31 de dezembro deste ano, das entidades interessadas em um programa de terceirização das escolas do estado.
Em janeiro de 2016, em São Paulo, o Ministério Público e a Polícia Civil apuraram o superfaturamento de contratos da cooperativa Orgânica Agrícola Familiar. Políticos e funcionários públicos foram citados como beneficiários de propina na fraude na merenda.
No Rio Grande do Sul, em 2015 e 2016, o governador José Ivo Sartori (PMDB) anunciou o parcelamento de salário aos servidores públicos e, em 30 de maio de 2016, apresentou à Assembleia Legislativa a PL 44/2016, um outro programa de terceirização permitindo que entidades privadas sem fins lucrativos, qualificadas como organizações sociais, possam firmar parcerias com o poder público para exercer atividades em áreas como o ensino.
Em 3 de junho, o senador Magno Malta (PR) apresentou ao Senado Federal o Projeto de Lei do Senado nº 193, conhecido como o programa Escola sem Partido.
No dia 15 de junho, o governo Michel Temer apresentou à Câmara Federal a PEC 241/2016, conhecida como a "PEC do Teto de Gastos".
Em 23 de setembro, a MP 746/2016, a reforma do ensino médio, anunciada pelo governo de Michel Temer, chegou ao Congresso Nacional.

## Organização

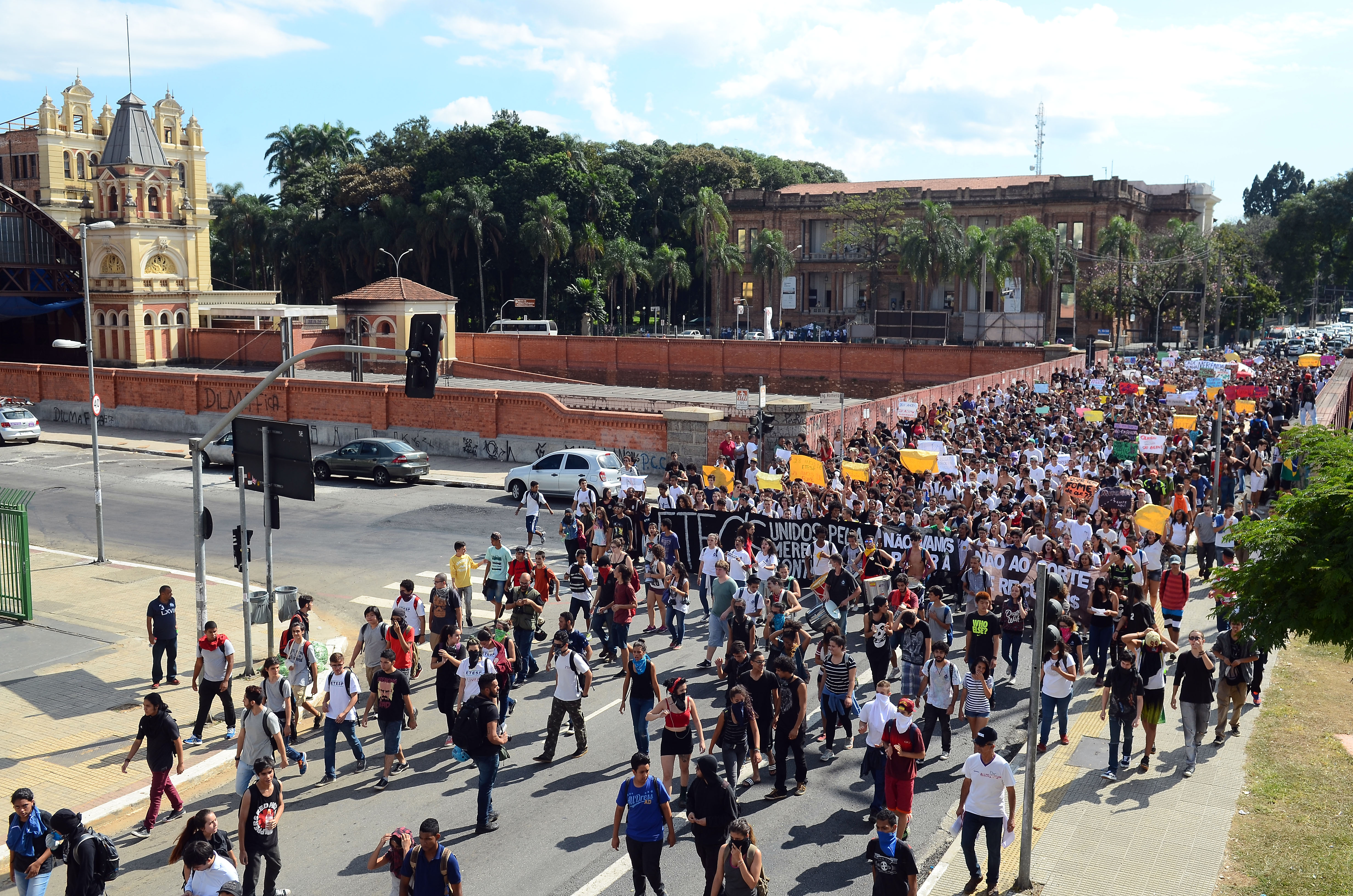
Alunos de escolas técnicas estaduais protestam contra desvios de merenda escolar e cortes nos Centros de Ensino Técnico em São Paulo.

As ocupações das instituições de ensino iniciaram-se através da articulação entre representantes de grêmios estudantis de diversas escolas e de movimentos estudantis, almejando um movimento simultâneo. Ainda que houve na época um conflito de interesses entre entidades estudantis e sindicatos magisteriais – apesar de apoiarem a ocupação – boa parte das ocupações resolveu seguir de forma independente.
Os estudantes organizavam-se através das redes sociais nos grupos de ocupação. Os estudantes expuseram cartazes e faixas, bem como manifestações em frente às escolas e prédios públicos atacando medidas e reformas educacionais propostas pelos governos estaduais e federal.
As ocupações realizadas pelos estudantes receberam apoio por parte de professores e de movimentos estudantis como a UNE e a UBES, que ajudaram na organização das ocupações e manifestações, e na articulação entre as escolas. Porém também atraíram críticas de docentes, alunos e professores do estado do Paraná.
De acordo com alguns estudantes, a inspiração para as ocupações paranaenses e gaúchas foram as escolas ocupadas em São Paulo, no final do ano de 2015 – contra a reorganização escolar – e começo do ano de 2016 – contra a qualidade da merenda oferecida nas Escolas Técnicas Estaduais (Etecs).

## Escolas e universidades ocupadas

### Paraná

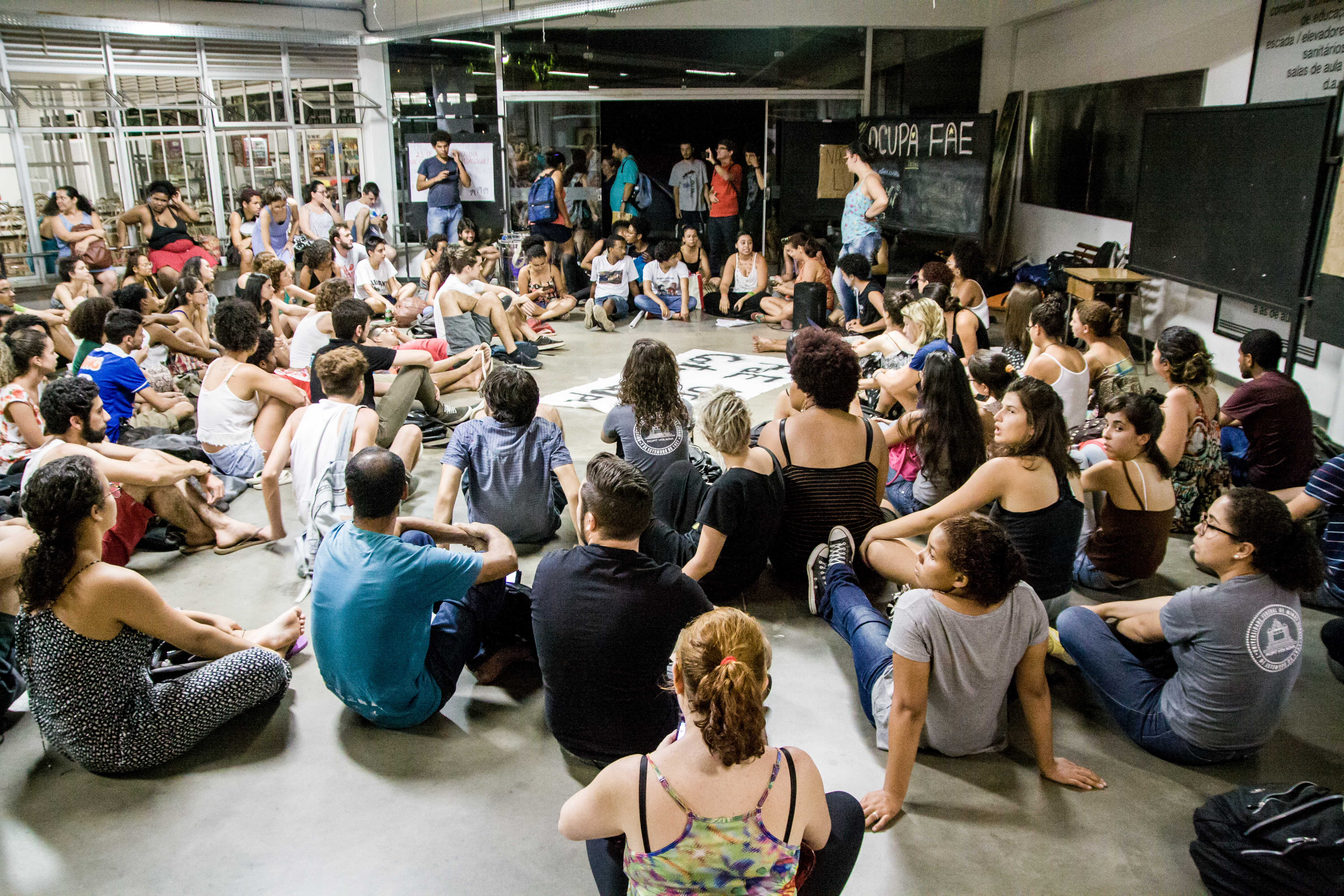
Universitários ocupando a Faculdade de Educação da Universidade Federal de Minas Gerais em Belo Horizonte.

As ocupações no estado, iniciaram-se em 3 de outubro, na cidade de São José dos Pinhais. Segundo um levantamento  da Secretaria da Edução, 812 escolas foram ocupadas. Já segundo os alunos, 850 escolas (quase metade das 2 100 unidades), além de 12 universidades e 3 núcleos de educação foram ocupados no estado.
Em 24 de outubro, um estudante de 16 anos foi morto por outro adolescente, que estava sob efeito de drogas, numa escola ocupada em Curitiba. Logo após a morte do estudante, o governador do Paraná, Beto Richa (PSDB) apelou para que os estudantes encerassem as ocupações.

### Rio de Janeiro

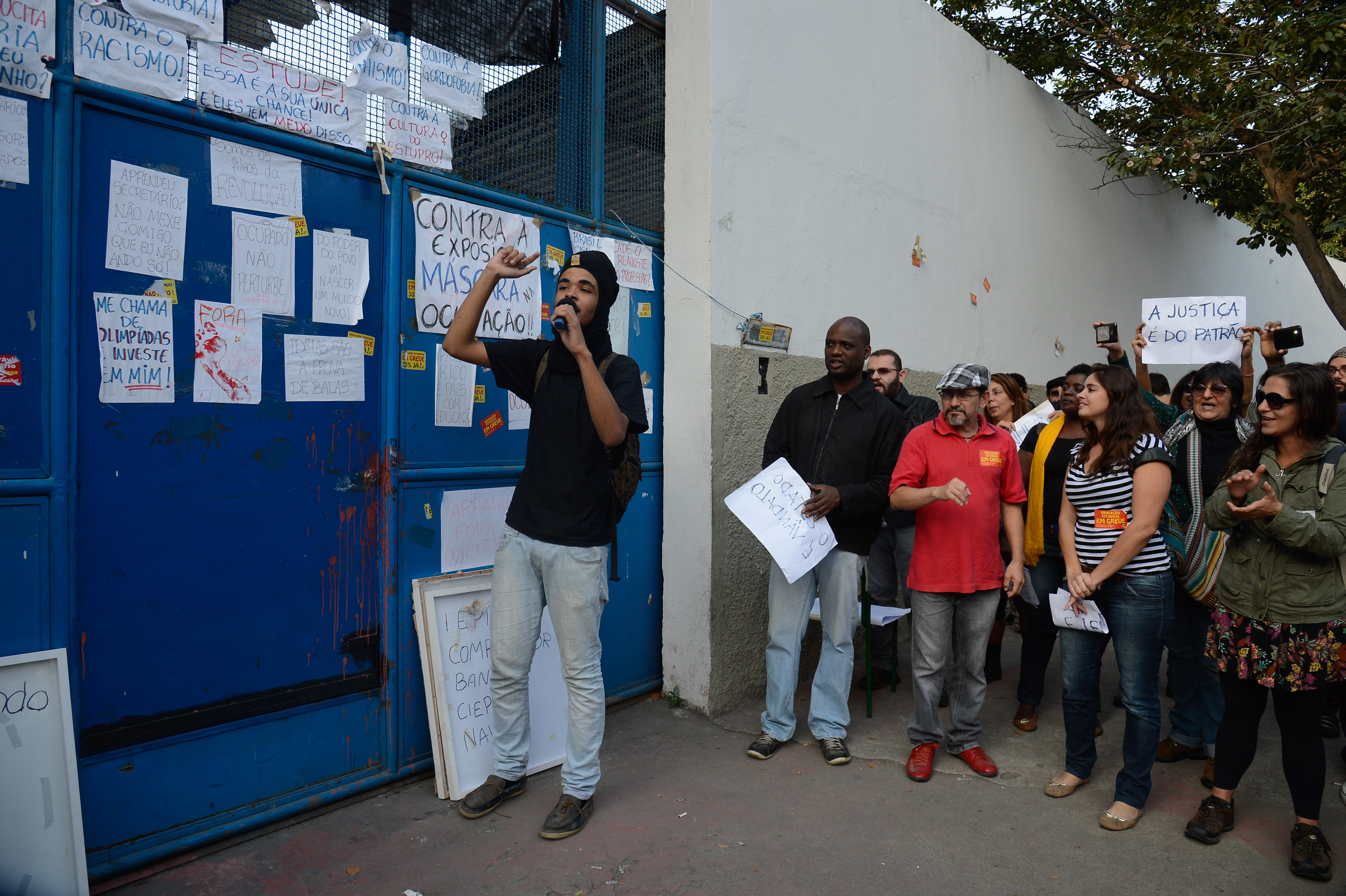
Estudantes ocupam a Secretaria Municipal de Educação do Rio de Janeiro no Rio de Janeiro.

As ocupações no estado, iniciaram em 21 de março no Rio de Janeiro, e foram se espalhando para outros municípios fluminenses como Saquarema, Maricá, Macaé, Duque de Caxias e Niterói.
Em 19 de abril, eram 68 as escolas ocupadas no estado, em decorrência da greve dos professores pelo reajuste salarial. Os estudantes reivindicavam melhorias na infraestrutura escolar. Campi de universidades também foram ocupados em protesto contra a PEC 241.

### Rio Grande do Sul
Mais de 150 unidades de ensino foram ocupadas por todo estado, em 23 de maio. Nas escolas ocupadas, os alunos apoiaram a paralisação dos professores pelo fim do parcelamento de salário aos servidores públicos. Foram registradas ocupações em praticamente todas as regiões do estado, como em Bagé, na região da campanha, Pelotas, no sul e Passo Fundo, no norte gaúcho.
A capital gaúcha, Porto Alegre, foi o principal cenário dos conflitos entre os estudantes e o Governo do Estado., tendo como referência e principais centros de resistência secundarista as escolas: Colégio Estadual Julio de Castilhos, Instituto de Educação Flores da Cunha, e o Colégio Estadual Paula Soares, o último tendo sido o principal alvo do movimento de pais intitulados como "Desocupa". Colégio Estadual Paula Soares, localizado ao lado do Palácio Piratini, passou por invasões, perseguições e agressões aos alunos ocupantes por parte da oposição ao movimento, e os alunos passaram a denunciar isto na mídia, principalmente através do jornal Sul Vinte Um, tendo tido como principal nome na mídia a estudante Maria Saldanha, que logo após o movimento, se filiou ao Partido dos Trabalhadores (PT).
Em 15 de junho, foi fechado um acordo entre os estudantes e governo para desocupar as escolas públicas no estado. Os alunos também deixaram a sede da Assembleia Legislativa do Estado do Rio Grande do Sul, que havia sido ocupada no dia anterior por um grupo de 60 estudantes, que passaram a noite no local. No acordo, ficou definido que o PL 44/16, que pretendia ampliar a participação privada e de terceirização nas escolas estaduais, deixaria a pauta de votações naquele ano.
Além dos estudantes secundaristas, universitários também aderiram as manifestações, ocupando pelo menos seis prédios da UFRGS em protesto contra a PEC 55, o projeto Escola Sem Partido e a reforma do Ensino Médio.
O movimento no Rio Grande do Sul foi tão visado e um palco de tantas controvérsias, com militantes se filiando a partidos políticos e instituições se distanciando em prol da educação pública, que chegou a ter sido homenageado pelo cineasta Cacá Nazário, que decidiu fazer um filme com cenas reais de tudo que havia acontecido nessas ocupações, intitulado de "Secundas", que chegou a vencer prêmios, como o de Melhor Filme  da Mostra Gaúcha de Curtas no Festival de Cinema de Gramado. Além disso, toda sua história foi documentado em um livro escrito por diversos professores, jornalistas, intitulado de "Escolas Ocupadas" organizado pelo sociólogo e professor de Sociologia da UFRGS, Antônio Cattani.

### Minas Gerais

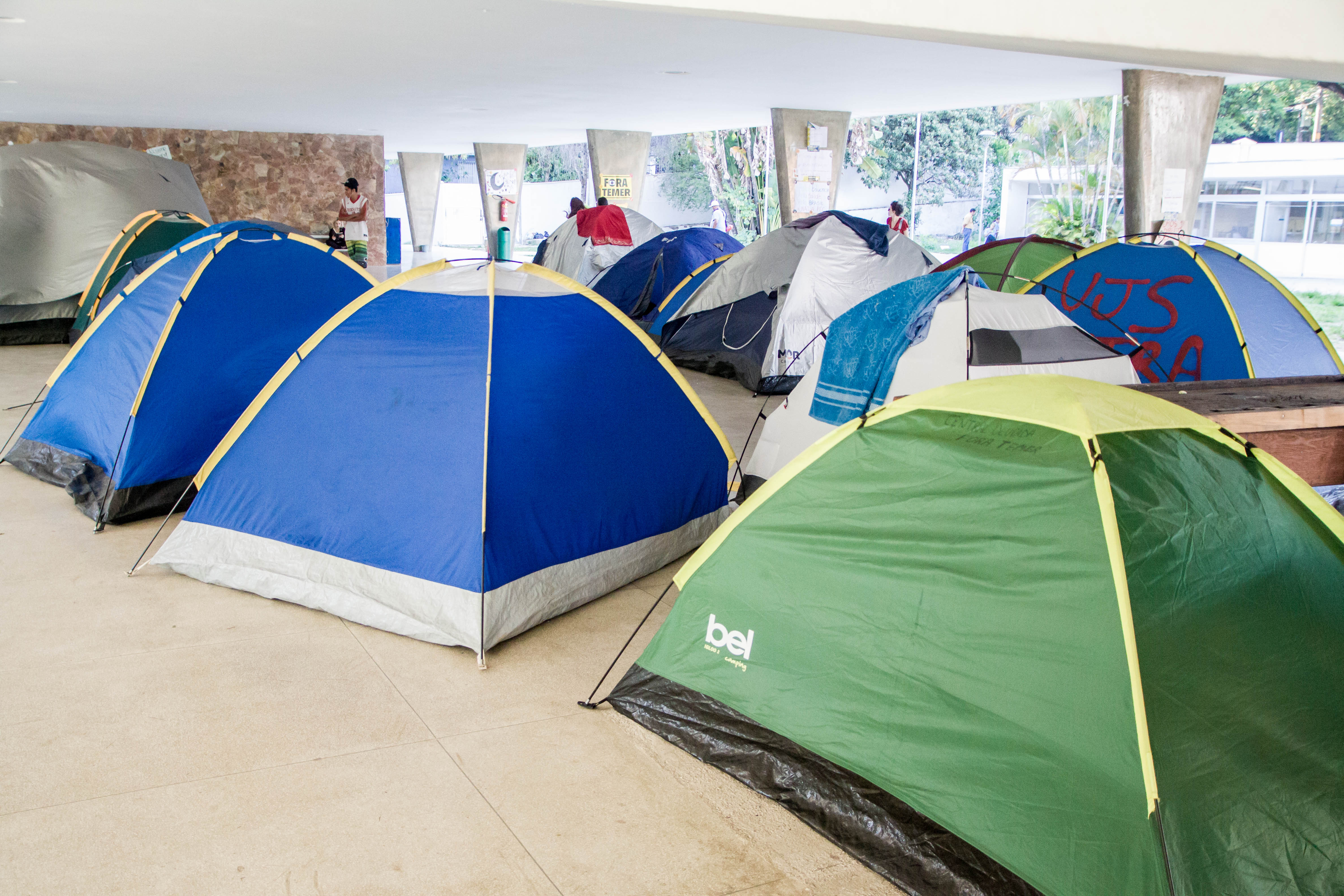
Estudantes acampam durante a ocupação do Colégio Estadual Central em protesto à PEC 241 em Belo Horizonte.

De acordo com a Secretaria de Estado de Educação (SEE), em 31 de outubro, 103 escolas estaduais estavam sendo ocupadas por estudantes no estado. Seguindo a sequência de ocupações pelo país, muitas univerisdades federais do estado foram ocupadas contra a PEC 55 e as reformas na educação propostas pela União.
A cidade de Uberlândia concentrou o maior número de escolas ocupadas no Triângulo Mineiro, e Poços de Caldas no sul do estado.

### São Paulo
As ocupações pelos estudantes do ensino médio na capital paulista no ano anterior durante a mobilização estudantil, que visava barrar os planos de reorganização escolar do governo de Geraldo Alckmin, influenciou grande parte das ocupações nas escolas e universidades no país em 2016, onde mais de 180 escolas haviam sido ocupadas.
O número de escolas ocupadas foi bem menor em relação ao ano anterior. Em 8 de outubro, os alunos secundaristas ocuparam primeira escola em São Paulo contra a reforma do ensino médio.

### Demais estados

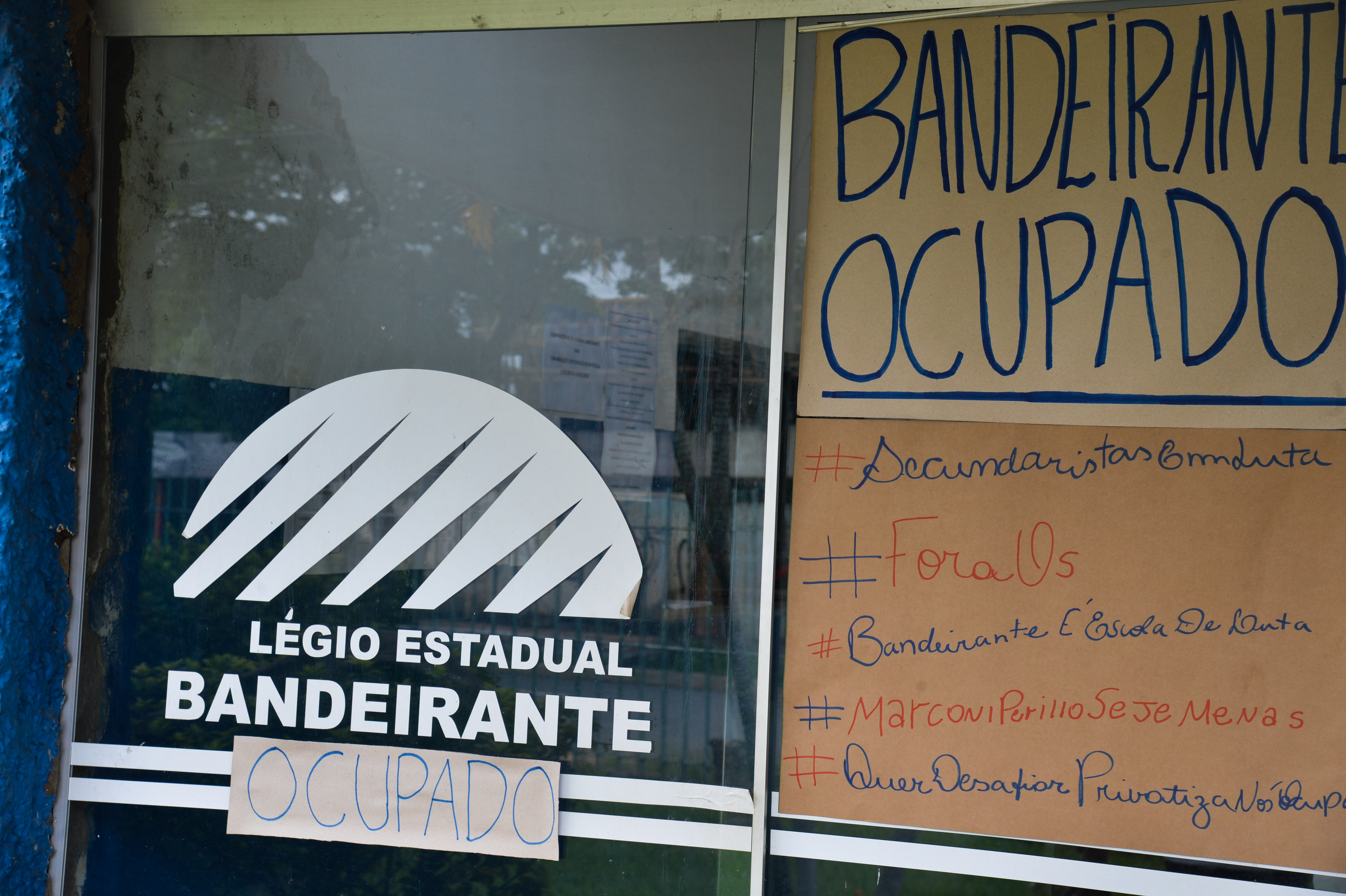
Ocupação no Colégio Estadual Bandeirante em Goiânia.

Pelo menos 22 estados brasileiros e no Distrito Federal, tiveram escolas e universidades ocupadas por estudantes. Segundo um levantamento feito pela União Brasileira dos Estudantes Secundaristas (UBES) haviam 1 154 escolas, institutos e universidades estaduais, federais e municipais ocupadas.
Na região norte do país o número de ocupações em escolas e universidades foi menor comparado ao resto do país, apenas dois estados tiveram escolas ocupadas. No Amazonas pelo menos 6 universidades e 14 institutos federais foram ocupados. No estado do Pará foram 14 instituições, sendo a maioria pertencente a UFPA.

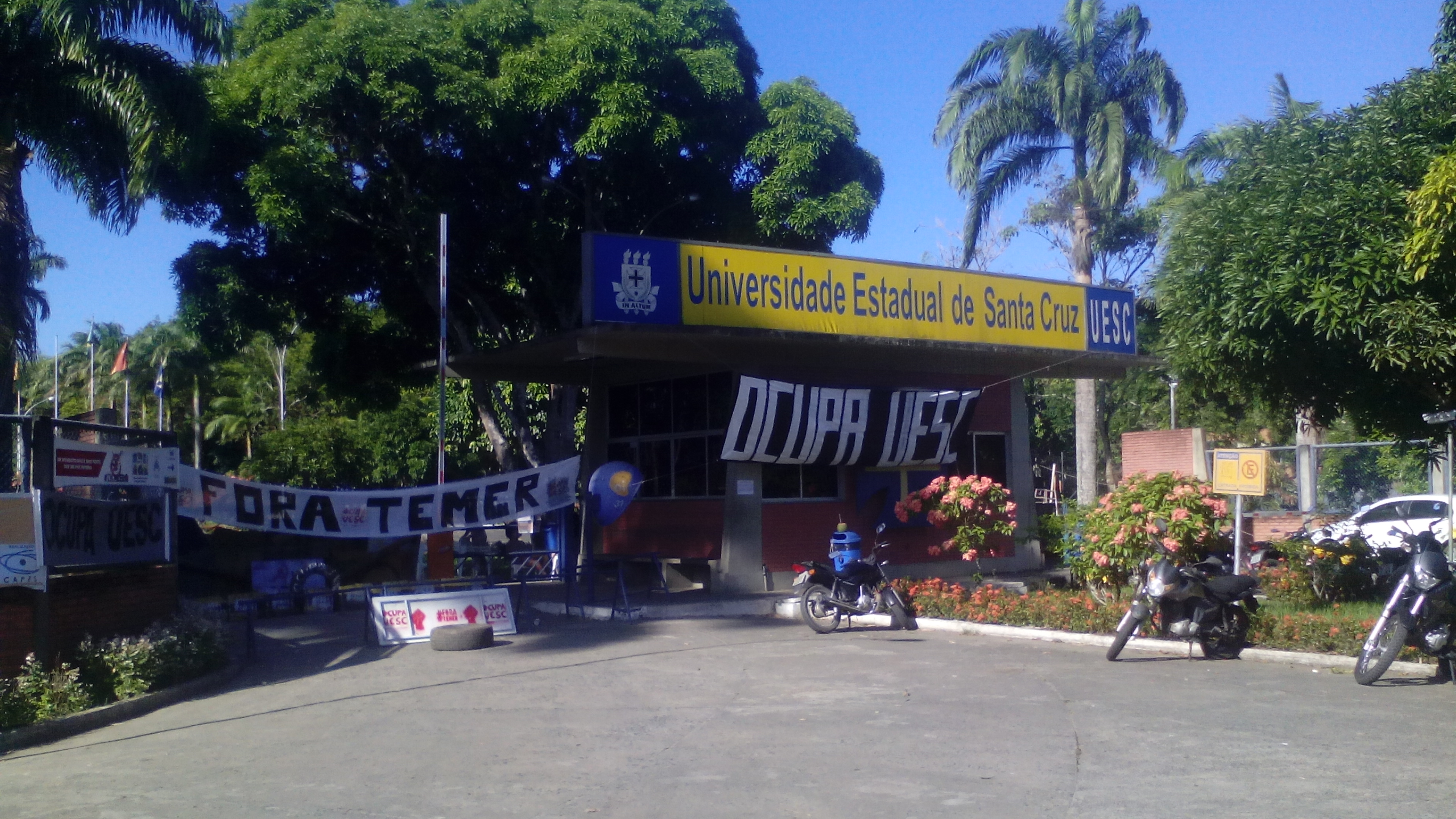
Ocupação na Universidade Estadual de Santa Cruz, em Ilhéus, BA

Na região centro-oeste, especialmente, em Goiás, 27 escolas foram ocupadas pelos estudantes contrários a nova gestão proposta pelo governo, que transfere a administração de escolas a organizações sociais (OS). Houve também ocupações em escolas nos estados do Mato Grosso do Sul, Mato Grosso, onde 23 escolas foram ocupadas, e no Distrito Federal que pelo menos duas escolas e cinco institutos federais estavam nessa situação.
A região sul foi a região com o maior número de escolas e universidades ocupadas no país. Além do Paraná e do Rio Grande do Sul, Santa Catarina também teve algumas escolas ocupadas.
Na região sudeste muitas escolas e universidades foram ocupadas. Além dos estados de Minas Gerais, Rio de Janeiro e São Paulo, o Espírito Santo teve 45 escolas ocupadas por alunos secundaristas. Também houve ocupação em um campus do IFES e em 13 prédios da UFES.
Na região nordeste houve muitas ocupações em escolas e universidades, principalmente nos estados de Alagoas, Sergipe, Bahia, Rio Grande do Norte e Pernambuco, onde 17 prédios de três universidades e duas unidades do IFPE estavam sendo ocupados.

## Desocupação

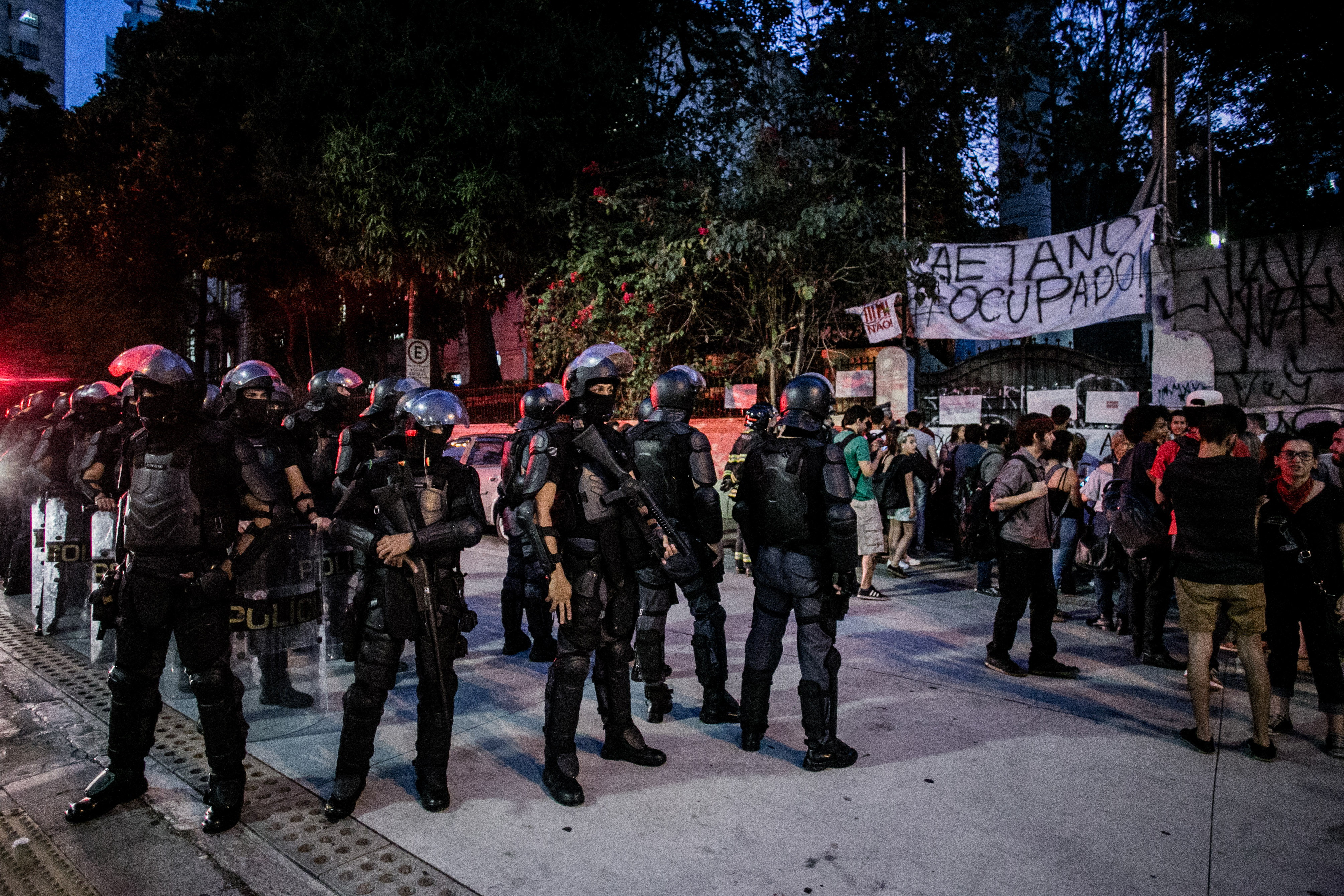
Polícia Militar durante desocupação da Escola Estadual Caetano de Campos em São Paulo.

Em todo o país, centenas de escolas e universidades ocupadas pelos estudantes foram sendo desocupadas através de acordos com os governos estaduais de forma pacífica. Ainda que, em algumas desocupações, devido à persistência por parte de alguns alunos ocupantes a permanecer, houve a reintegração de posse, onde a polícia militar foi obrigada a entrar com o Batalhão de Choque para retirar os alunos contra a vontade deles, suscitando a detenção de alguns alunos.
Ainda que as ocupações receberam apoio por parte de alunos e docentes, houve também uma parte de alunos e pais contrários, que defendiam a desocupação de escolas e universidades do país pelo retorno das aulas. Muitos alunos afirmaram que não houve um consenso entre eles para ocorrer a ocupação. Outros, ainda, afirmam que não havia diálogo entre os estudantes que ocupavam.
No Rio Grande do Sul, em junho, os estudantes decidiram encerrar as ocupações nas escolas e na Assembleia Legislativa do Rio Grande do Sul graças a um acordo firmado entre deputados da oposição, poder executivo e estudantes para adiar a votação do PL 44. A Assembleia foi desocupada, devido a um pedido pessoal da então presidente da assembleia, Silvana Covatti (PP).
No Distrito Federal, em 30 de outubro, um juiz da Vara da Infância autorizou o corte de água, energia e gás, bem como o uso de instrumentos sonoros contínuos de privação de sono aos estudantes de uma escola ocupada, que foi desocupada pela polícia militar no dia seguinte.
No Paraná, em 1 de novembro, estudantes que ocupavam o núcleo regional da educação do Paraná decidiram sair pacificamente do local, após uma negociação entre membros do Ministério Público, OAB, Defensoria Pública e uma oficial de justiça, além da própria polícia militar. O governo pressionou a ocupação, cortando água e luz do prédio, e barrando a entrada de comida e outros alunos no prédio.
O movimento de descupação no Paraná, conduzido principalmente pelo Movimento Brasil Livre (MBL), que se notabilizou por convocar as manifestações a favor do impeachment da ex-presidente Dilma Rousseff, começaram a pressionar pelo fim das ocupações. Grupos de descupação reuniram-se com o governador Beto Richa junto a alguns pais e professores, contrários a ocupação, para pedir apoio. Num colégio ocupado por 20 alunos em Curitiba, ao menos cem pessoas forçaram a entrada para acabar com a ocupação.

### Eleições 2016
O Tribunal Regional Eleitoral do Paraná (TRE-PR) decidiu transferir os locais de votação de eleitores que votavam em escolas ocupadas. Cerca de 205 locais de votação, sendo 146 em Curitiba, 32 em Maringá e 27 em Ponta Grossa mudaram de lugar. Entretanto, apesar de haver ocupações em escolas de outras diversas cidades do país, muitos locais de votação não foram alterados.

### Enem
Em 19 de outubro, o ministro da Educação, Mendonça Filho (DEM), anunciou que cancelara a prova do Exame Nacional do Ensino Médio (Enem) nas escolas ocupadas por estudantes em caso não desocupassem até o dia 31 de outubro. Segundo o Ministério da Educação (MEC), a realização do Enem estava prevista em 181 escolas ocupadas, sendo 145 delas localizadas no estado do Paraná, que impactava 95 083 dos 8,7 milhões dos inscritos de 11 estados.
Há poucos dias da aplicação do Enem, marcado para os dias 5 e 6 de novembro, o Ministério Público do Ceará pediu a suspensão da prova, porém teve o seu pedido negado pela Justiça Federal.
Em 4 de novembro, o Inep informou que em razão de mais de 364 locais de prova ocupados em 18 estados e no Distrito Federal, 240 304 tiveram o seu local de prova transferido.

## Controvérsias

### Uso de drogas, bebidas e atos sexuais nas escolas
Houve diversas denúncias encaminhadas a secretarias que pontuavam que estudantes ocupando as escolas estivessem compartilhando e consumindo drogas ilícitas, tendo relações sexuais, e provocando desordem e vandalismo dentro das dependências escolares, uma vez que nos períodos noturnos em que muitos alunos acamparam não havia a presença de adultos, ou por vezes apenas a ocupação de universitários em maioridade.
Em 26 de outubro, um grupo de deputados, liderado por Marco Feliciano (PSC), membro da bancada evangélica, coletaram assinaturas e protocolaram, um pedido para instalar a CPI da União Nacional dos Estudantes (UNE) considerando as denúncias apresentadas na virada do semestre de 2016.

### Acusações de inspiração partidária
Diversos grupos e setores da mídia, bem como alguns políticos foram contrários às ocupações de escolas e universidades pelos estudantes, e os acusavam de estarem invadindo os espaços (sobretudo em referência a participação de universitários nas ocupações de escolas), e de estarem sendo financiados e/ou sob doutrinação por professores, partidos políticos e sindicatos.
Os integrantes do Movimento Brasil Livre (MBL) em específico acusaram os estudantes secundaristas de serem massa de manobra de partidos políticos contra o governo estadual e federal. Uma parte dos integrantes do MBL participou de uma reunião, acompanhados de pais, alunos e diretores, com o governo do Paraná, comandado por Beto Richa, onde fizeram apelo pela volta às aulas.
Em 29 de outubro, militantes do MBL e do Desocupa Paraná foram até a porta de alguns colégios de Curitiba para pedir o fim das ocupações. Todavia, os integrantes se desentenderam com os estudantes que ocupavam um colégio em Curitiba, e houve tumulto. Participantes do movimento entraram no colégio, e transmitiram a ação ao vivo em redes sociais, mas foram retirados pela polícia militar.
Alguns políticos afirmaram ainda que os alunos sequer sabiam contra o que estavam protestando.

### Abuso de autoridade
Houve relatos de abusos de autoridade da polícia militar sobre estudantes secundaristas que se recusaram a desocupar as escolas,
Em 1 de novembro, em Brasília, um juiz da Vara da Infância autorizou a polícia militar a usar técnicas de privação do sono envolvendo instrumentos sonoros contínuos nos alunos ocupantes. No mesmo dia, em Curitiba, o governo estadual fez um pedido de reintegração de posse do Núcleo Regional de Educação (NRE) que estava sendo ocupado por estudantes desde o dia anterior. O governo acionou a polícia militar, que cortou o abastecimento de energia e água do prédio, e fez barreiras impedindo a entrada de comida e novos estudantes.

### Lucas Eduardo Araújo Mota
Lucas Eduardo Araújo Mota era um adolescente de 16 anos, aluno da Escola Estadual Santa Felicidade, que estava sendo ocupada pelos secundaristas em Curitiba, ele foi assassinado a facadas no pescoço e no tórax por um colega da escola. Segundo o secretário de Segurança do Paraná, Wagner Mesquita, Lucas e outro aluno da escola, consumiram uma droga sintética e depois entraram em conflito.

### Guilherme Irish
O estudante de matemática da UFG, Guilherme Silva Neto conhecido também como Guilherme Irish, foi assassinado pelo próprio pai, que suicidou-se em seguida. O universitário se declarava como anarquista e simpatizava com o Partido Comunista Brasileiro, tendo participado da ocupação em sua universidade. No Rio de Janeiro, estudantes de ciências sociais que ocuparam a reitoria da Universidade Rural, comovidos com a brutalidade do ocorrido e inspirados em ideias anarquistas e libertárias, fundaram o Coletivo Independente Guilherme Irish (CIGI).